# この空の下で
この空の下では、BON'Zの3枚目のシングルCD。

## 収録曲
1. この空の下で
2. Something
3. この空の下で（Instrumental）
4. Something（Instrumental）

## タイアップ
1. この空の下で
テレビ東京「スキバラ」8月度エンディングテーマ曲